# Radio Oberland
Radio Oberland ist ein privater Hörfunksender mit Sitz in Murnau am Staffelsee. Der offizielle Name lautet Radio Oberland Programmanbieter GmbH & Co. Vermarktungs KG. Das Sendegebiet umfasst die Landkreise Garmisch-Partenkirchen, Weilheim-Schongau und Teile Starnbergs.

## Geschichte
Erste Versuche in Garmisch-Partenkirchen, einen privaten Lokalradiosender zu gründen, gab es bereits um den Jahreswechsel 1987/88 in Form des Betriebsversuch zur Erprobung des lokalen Rundfunks in Garmisch, initiiert vom US-amerikanischen Drachenfliegerpiloten Mike Harker, Peter Samstag und zwei weiteren Personen. Dieser erste Betriebsversuch endete bereits wieder nach vier Wochen am 10. Januar 1988, da die Lizenz nicht verlängert wurde. In dieser Zeit waren u. a. die heute bekannten Rundfunkmoderatoren Stephan Lehmann und Stefan Parrisius für den Sender tätig.
Nachdem in den Folgejahren der Versuch gescheitert war, ein Lokalradio für das gesamte Bayerische Oberland zu gründen, erfolgte schließlich Ende 1992 die Gründung zweier Lokalsender, die sich dieses Gebiet aufteilen, Radio Alpenwelle und Radio Oberland.
Im September 2014 gab der Sender bekannt, die Räumlichkeiten am Garmischer Marienplatz, aus denen schon der Betriebsversuch sendete, aufzugeben und in der Olympiastraße ein neues Studio zu beziehen. Nach dem Umzug wird nun ab 1. Juli 2019 das Programm digital ausgestrahlt.
Mitte 2022 wurden die Mehrheitsanteile von Radio Oberland an das Uffinger Medienunternehmen Seitwerk abgegeben. Im Zuge der Übereignung gab die neue Geschäftsführerin Raphaela Habermann bekannt, im Frühjahr 2023 eine Zweigstelle im Murnauer Obermarkt zu eröffnen. Nach Auslaufen der Mietverträge 2024 des bisherigen Standort Garmisch-Partenkirchen steht ein kompletter Umzug nach Murnau in Aussicht. Am 19. Oktober 2023 gab Radio Oberland auf Instagram bekannt, dass das Studio nach Murnau am Staffelsee umgezogen ist.

## Programm
Laut Angaben der Bayerischen Landeszentrale für neue Medien (BLM) bietet Radio Oberland ein Musikprogramm im Adult-Contemporary-Format. Die stündlichen Nachrichten übernimmt der Sender von der Dienstleistungsgesellschaft für Bayerische Lokal-Radioprogramme. Das Mantelprogramm der BLR wird zu diesen Zeiten übernommen:
- Nacht von Montag auf Dienstag: 19:00 bis 06:00 Uhr
- Nacht von Dienstag auf Mittwoch: 19:00 bis 06:00 Uhr
- Nacht von Mittwoch auf Donnerstag: 19:00 bis 06:00 Uhr
- Nacht von Donnerstag auf Freitag: 19:00 bis 06:00 Uhr
- Nacht von Freitag auf Samstag: 19:00 bis 07:00 Uhr
- Nacht von Samstag auf Sonntag: 13:00 bis 08:00 Uhr
- Nacht von Sonntag auf Montag: 13:00 bis 06:00 Uhr

(An Feiertagen beginnt das Mantelprogramm bereits ab 12:00 Uhr.)
Zu den festen Bestandteilen des Programms gehören zahlreiche Eigenproduktionen, die z. T. schon seit der Gründung des Senders bestehen. Diese sind u. a. die Morgenshow Der Morgen im Oberland, der sonntägliche Frühschoppen, in dem bayerische Volksmusik gespielt wird. Radio Oberland PowerPlay, eine sehr beliebte Sendung in der die Spiele der lokalen Eishockeyclubs SC Riessersee, EC Peiting und TSV Peißenberg z. T. live aus den Stadien übertragen werden, wurde im Zuge der Corona-Pandemie 2020 ohne vorherige Ankündigung eingestellt.

## Reichweite
Nach der Funkanalyse Bayern 2014 hörten im Jahr 2014 pro Stunde durchschnittlich 11.000 Personen den Sender. Die meistgehörte Sendung war die Morgenshow Der Morgen im Oberland.

## Empfang
Radio Oberland kann über diese Frequenzen über UKW empfangen werden:
| Freq. in MHz | Senderstandort                  | ERP in kW |
| ------------ | ------------------------------- | --------- |
| 97,5         | Hohenpeißenberg                 | 0,1       |
| 101,4        | Penzberg                        | 0,1       |
| 104,6        | Herzogstand/Fahrenbergkopf      | 0,1       |
| 105,4        | Oberammergau/Laber              | 0,1       |
| 106,2        | Garmisch-Partenkirchen/Kreuzeck | 0,2       |

Außerdem wird er in DAB+ über den Kanal 7A ausgestrahlt.